# Rhacochelifer schawalleri
Rhacochelifer schawalleri är en spindeldjursart som beskrevs av Selvin Dashdamirov 1999. Rhacochelifer schawalleri ingår i släktet Rhacochelifer och familjen tvåögonklokrypare.
Artens utbredningsområde är Azerbajdzjan. Inga underarter finns listade i Catalogue of Life.